# 31e division d'infanterie (États-Unis)
Pour les articles homonymes, voir 31e division d'infanterie.
La 31e division d'infanterie (31st Infantry Division) est une division de l'US Army active lors des deux guerres mondiales puis, brièvement, durant la guerre froide.

## Histoire

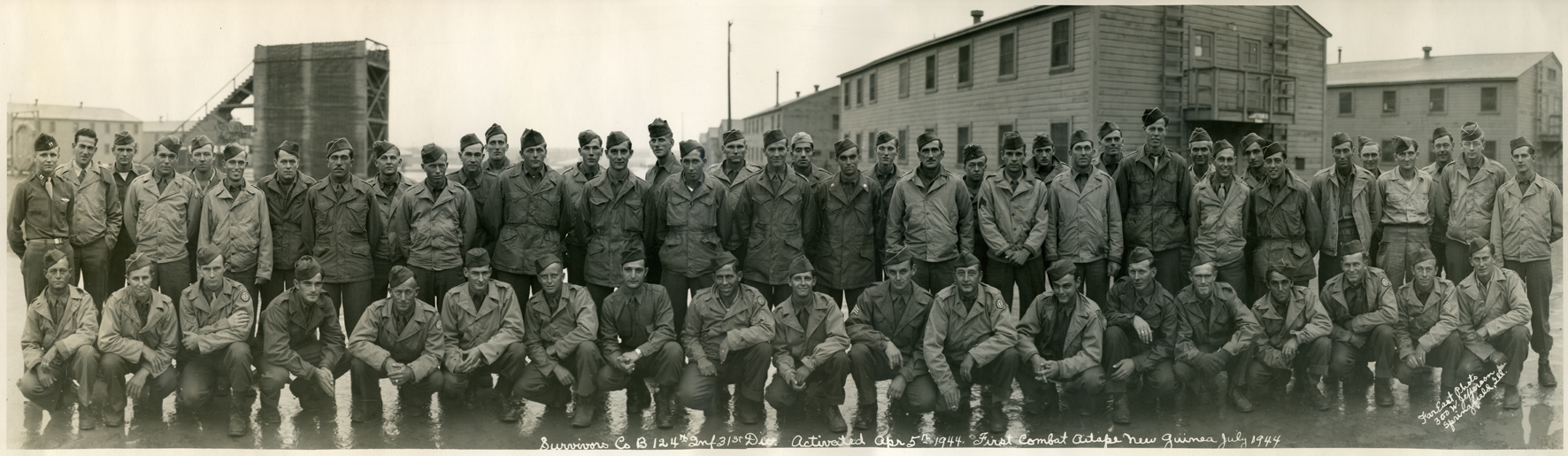
Hommes de la compagnie B du de la à leur retour sur le sol américain à San Francisco, le 14 décembre 1945.

Elle est créée en octobre 1917 comme division de l'Army National Guard à Camp Gordon en Géorgie. Elle arrive en France en septembre 1918 mais ne prend pas part aux combats puisqu'elle sert de force de réserve, ses membres étant dispersés dans diverses unités pour combler les pertes. Elle est à nouveau mobilisée le 25 novembre 1940 et est envoyée à Oro Bay, en Nouvelle-Guinée, le 24 avril 1944. Elle conduit des entraînements d'assauts amphibies avant que son 124e régiment d'infanterie ne débarque à Aitape entre les 3 et 6 juillet. À partir du 13 juillet, il est engagé dans la bataille d'Aitape. Le reste de la division relève la 6e division d'infanterie dans les îles Wakde et Sarmi le 18 juillet. Elle est engagée dans différentes actions de combat de moyenne envergure qui infligent des pertes s'élevant à 1 000 hommes aux Japonais à la mi-août. Le 15 septembre, elle débarque à Morotai, ne rencontrant qu'une faible opposition. Mapia est conquise entre les 15 et 17 novembre puis les îles Asia les 19-20 novembre, évacuées par les Japonais. Par la suite, elle est envoyée à Sansapor (en) où elle occupe la base militaire. Le 22 avril 1945, elle débarque à Mindanao dans le cadre de la campagne des Philippines et participe à la reconquête de l'île avec l'aide des forces philippines et des différents groupes de résistants. Dans des conditions difficiles, elle contraint l'ennemi à se replier dans l'intérieur des terres, bloquant une partie des troupes japonaises dans la région de Davao. En août 1945, elle reçoit la reddition des Japonais encore présents sur l'île. Au total, l'unité a perdu 340 hommes au combat.
Après la guerre, une grande partie de ses membres sont envoyés participer à la guerre de Corée, comme renforts pour les diverses unités sur place, sans que la 31e division ne soit directement engagée. En 1954, elle est transformée pour devenir la 8e division d'infanterie. Pour autant, la 31e division d'infanterie perdure jusqu'en 1968 sous la forme d'une unité de la garde nationale composée de troupes d'Alabama et du Mississippi.

## Composition
Au moment de la Seconde Guerre mondiale, la 31e division était composée des unités suivantes :
- 124e régiment d'infanterie (124th Infantry Regiment) ;
- 155e régiment d'infanterie (155th Infantry Regiment) ;
- 156e régiment d'infanterie (156th Infantry Regiment) ;
- 167e régiment d'infanterie (167th Infantry Regiment) ;
- 116e bataillon d'artillerie de campagne (116th Field Artillery Battalion) ;
- 117e bataillon d'artillerie de campagne (117th Field Artillery Battalion) ;
- 149e bataillon d'artillerie de campagne (149th Field Artillery Battalion) ;
- 114e bataillon d'artillerie de campagne (114th Field Artillery Battalion) ;
- 106e bataillon du génie (106th Engineer Combat Battalion) ;
- 31e section de cavalerie mécanisée de reconnaissance (31st Mechanized Cavalry Reconnaissance Troop) ;
- 106e bataillon médical (106th Medical Battalion) ;
- 31e compagnie de transmissions (31st Signal Company) ;
- 31e peloton de police militaire (31st Infantry Div. Military Police Platoon).